# 陆仁章
陆仁章（？—939年），五代十国时吴越国官员，吴越文穆王钱元瓘时同参相府事。睦州（今浙江省建德市）人。
陆仁章年少时微贱。有大志。因为穷困作为武肃王钱鏐园中士卒。钱鏐游园，发现他树艺有智。杨吴围攻苏州孙琰，钱鏐派陆仁章设计入城，立功受赏。历任两府军粮都监使、内牙指挥使。钱鏐去世，钱元瓘和兄弟们在一个帷幄立守丧，在陆仁章劝说下，钱元瓘另立一幄。陆仁章扶着钱元瓘过去，不让其他公子相从。他昼夜警卫，未曾休息。文穆王钱元瓘即位，陆仁章与指挥使刘仁杞居中掌握政事。陆仁章性情刚烈，刘仁杞喜欢贬损他人，很被众人所忌，文穆王以陆仁章为衢州刺史，刘仁杞为湖州刺史。陆仁章官至保大军节度使，同参相府事。天福四年（939年）九月，陆仁章卒。